# Santalum austrocaledonicum
Santalum austrocaledonicum ou sândalo-da-Nova-Caledônia  é uma árvore da família Santalaceae. É uma pequena árvore com casca cinzenta e folhas verdes, e é uma planta parasita. Poucos exemplares ainda permanecem na natureza. A maioria deles foi removida pela ação de madeireiros.

## Nomenclatura
A espécie foi descrita em 1861 por Eugène Vieillard. Ela pertence à família Santalaceae e compartilha o género Santalum. A espécie também inclui três variações, SA austrocaledonicum, SA pilosulum e SA minutum. Os kanaks chamam a árvore de "tibo".